# Nová Paka město
Nová Paka město je železniční zastávka nacházející se v centru města Nová Paka poblíž Masarykova náměstí. Leží na 70. kilometru železniční trati Chlumec nad Cidlinou – Trutnov mezi stanicemi Nová Paka a Stará Paka. Zastávka je vybavená nástupištěm a budovou, ve které jsou prostory pro cestující a pokladní přepážka. Čekárna je rozdělená na dvě části – vnitřní a vnější. Vnitřní část má pokladní přepážku a má vymezenou otevírací dobu, zatímco vnější část je přístupná nepřetržitě a slouží jako zastávkový přístřešek.
Zastávka je pravidelně obsluhována osobními a spěšnými vlaky Českých drah na objednávku Královéhradeckého kraje a osobními vlaky Arriva na objednávku kraje Libereckého. Všechny vlaky projíždějící přes zastávku zde zastavují.
V roce 2016 byl zastávce během soutěže o Nejkrásnější nádraží ČR udělen titul Pohádkové nádraží za květinovou výzdobu.

## Galerie

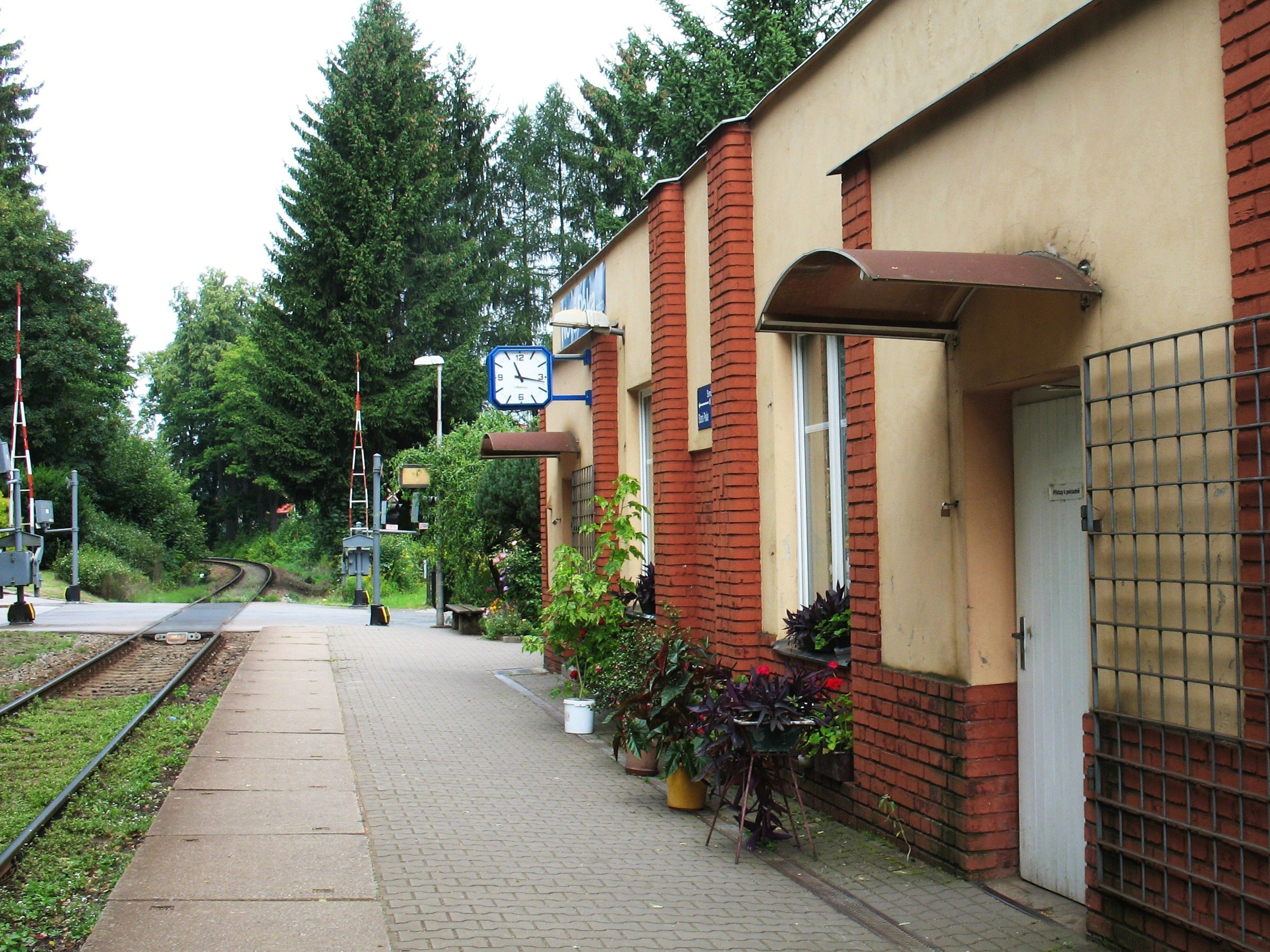
Nová Paka město v roce 2016
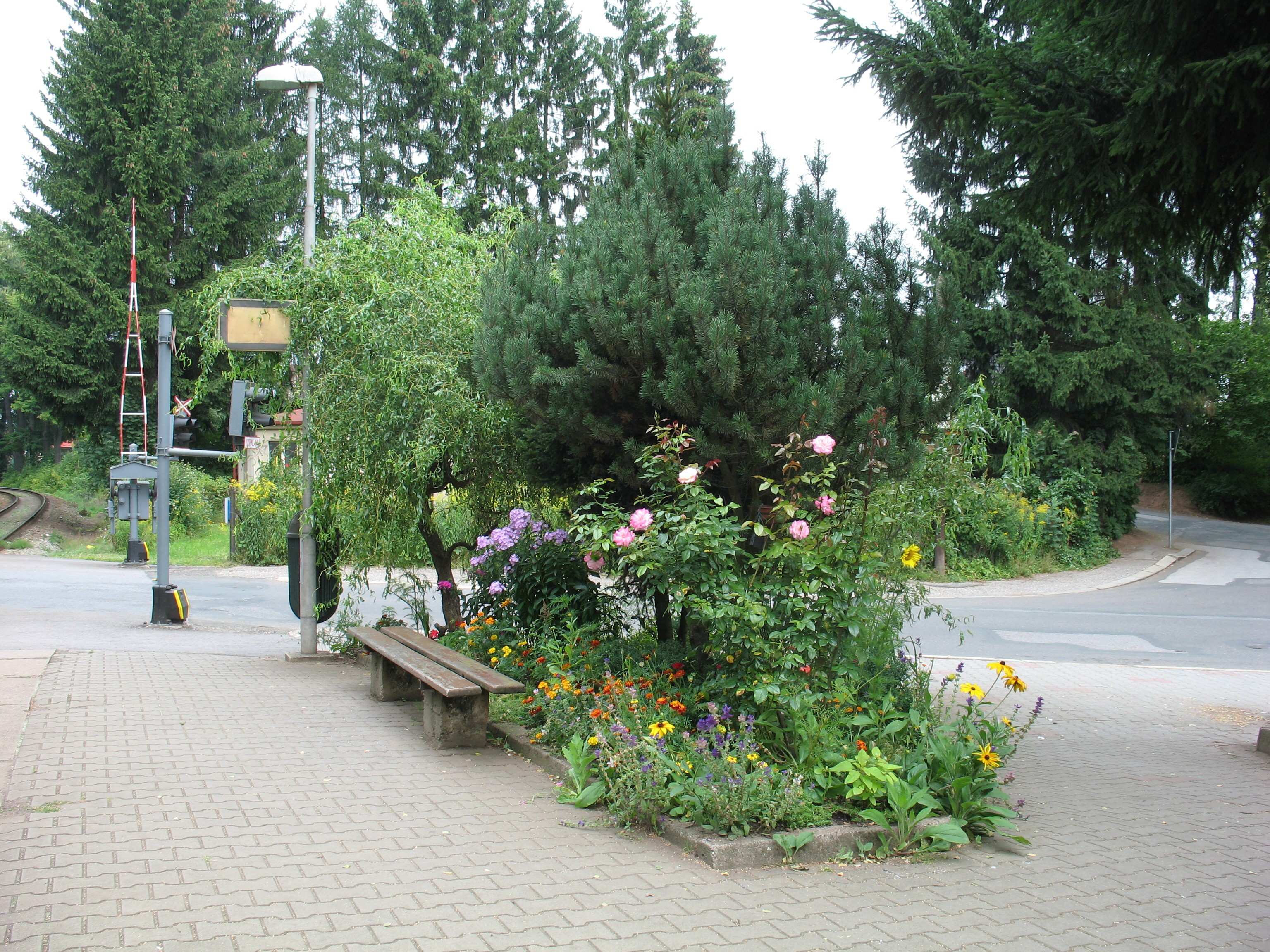
Za svou květinovou výzdobu získala zastávka v roce 2016 ocenění
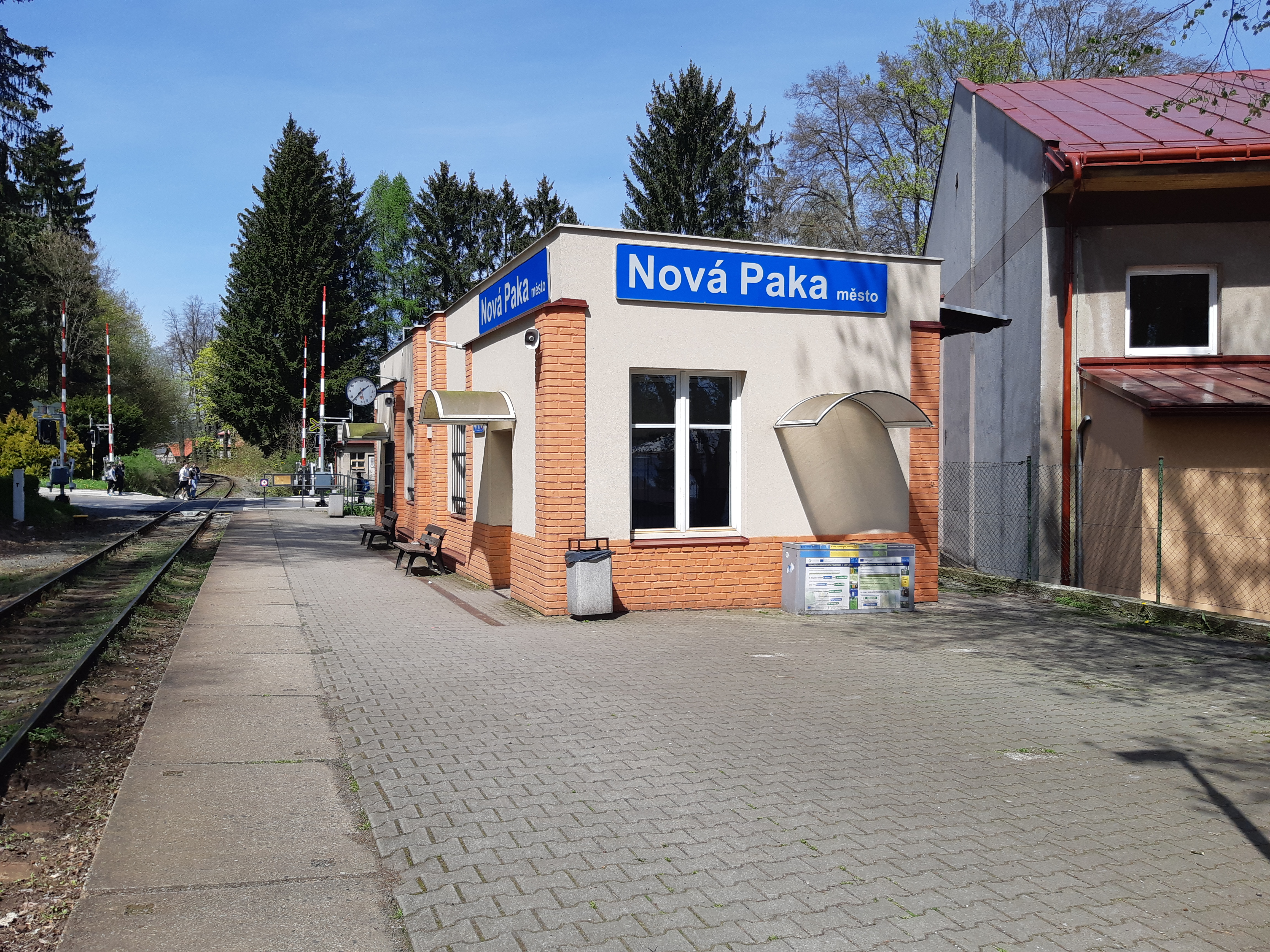
Nová Paka město v roce 2023
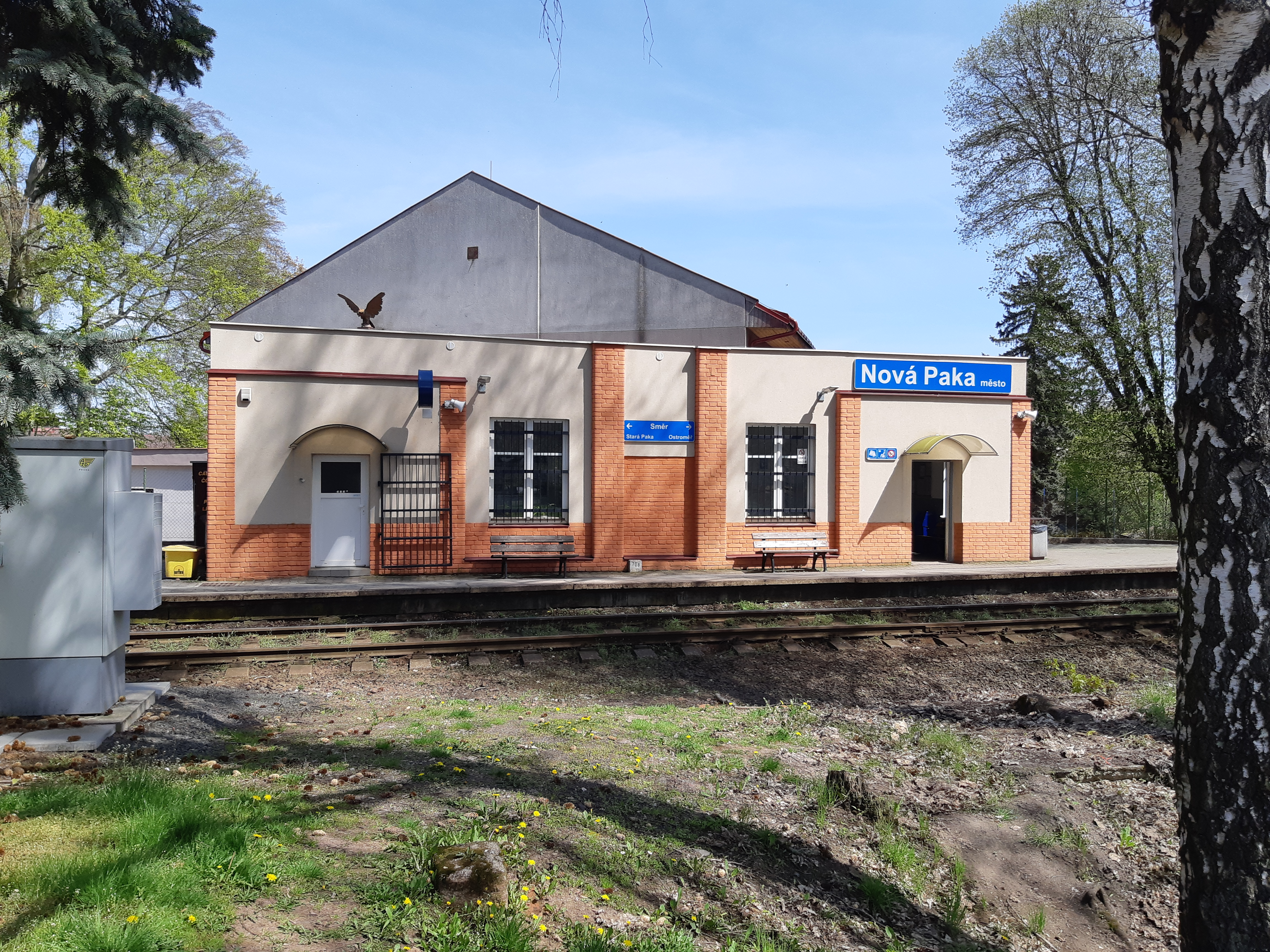
Budova zastávky
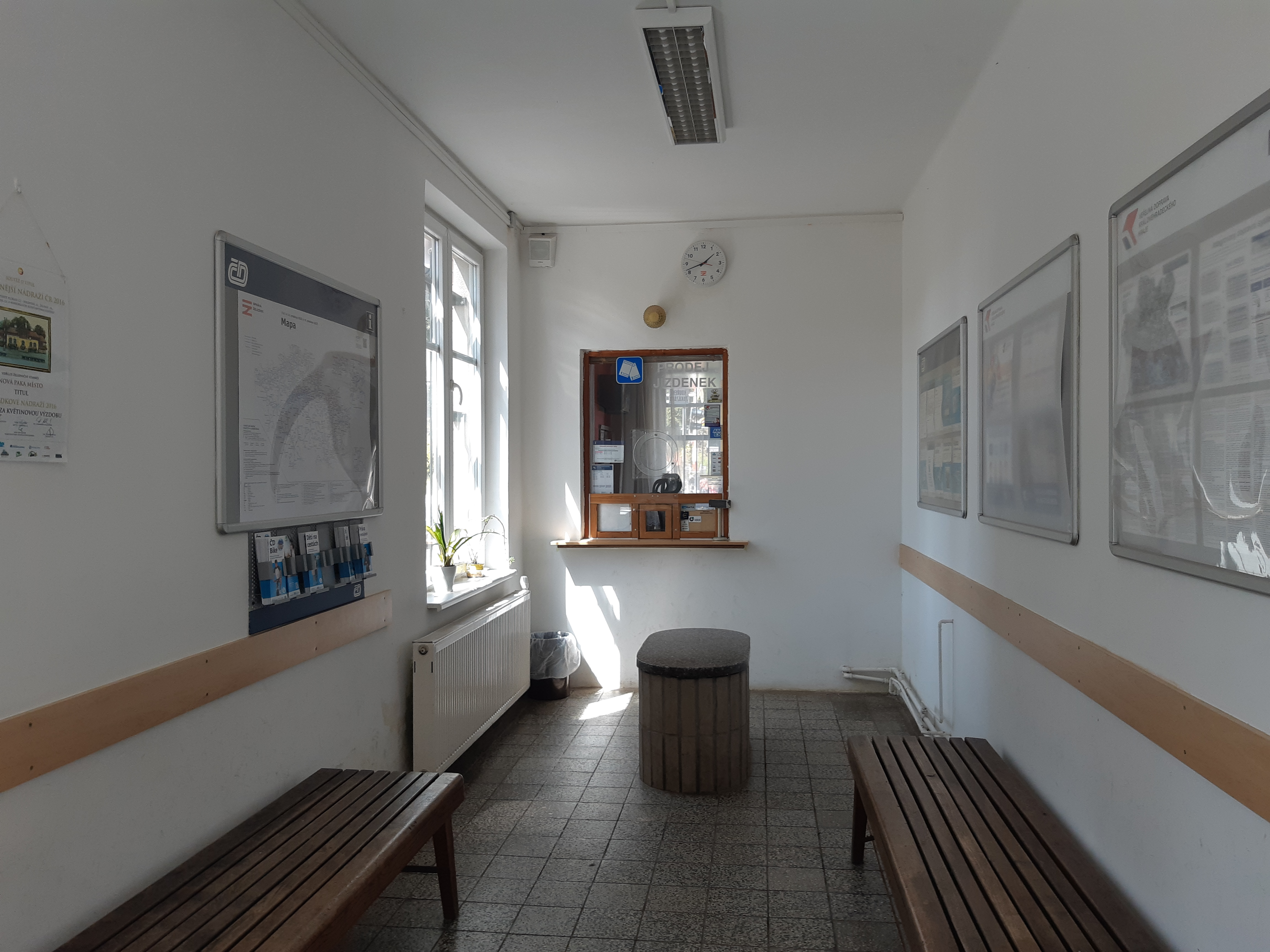
Prostory pro cestující s pokladní přepážkou
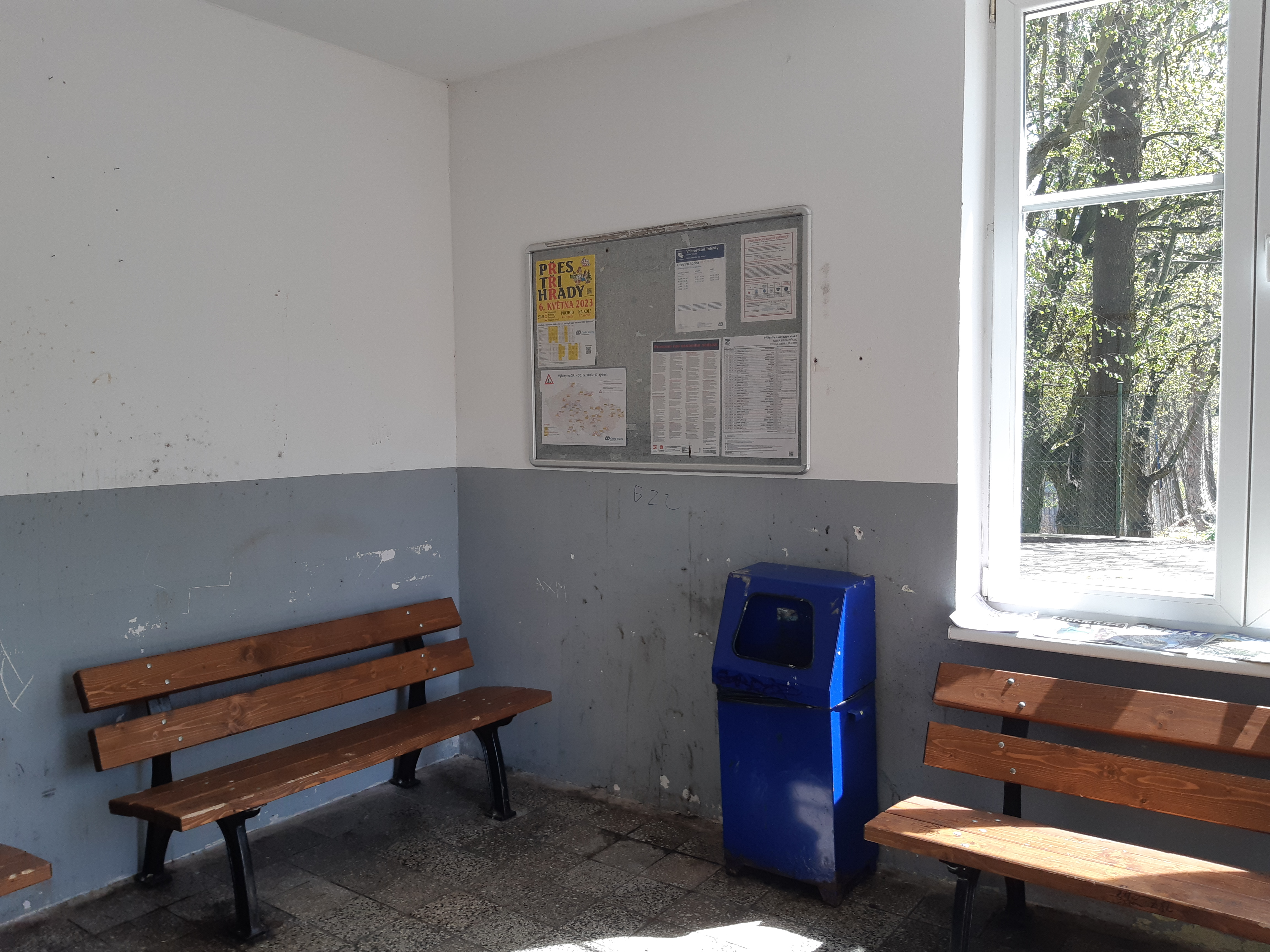
Vnější část čekárny přístupná nepřetržitě
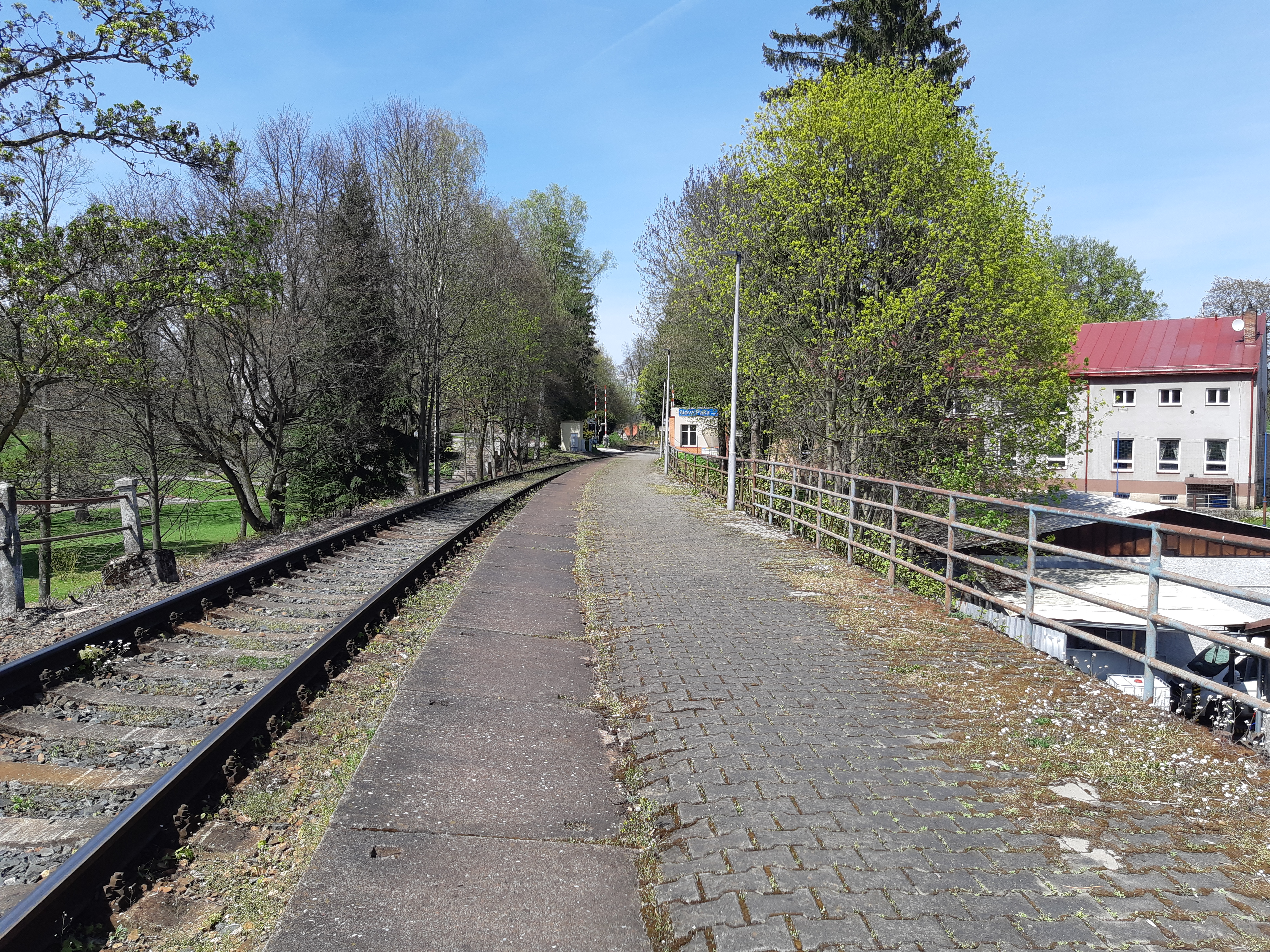
Nástupiště zastávky